# William Derham
William Derham FRS (Stoulton, Worcestershire, 26 de noviembre de 1657 - 5 de abril de 1735) fue un clérigo inglés, teólogo natural, filósofo natural y científico, recordado por haber realizado la estimación más temprana y razonablemente precisa de la velocidad del sonido.

## Biografía
William Derham era hijo de Thomas Derham. Nació en Stoulton, en Worcestershire, Inglaterra. Fue educado en Blockley, Gloucestershire y en el Trinity College, Oxford desde 1675 a 1679. Fue ordenado el 29 de mayo de 1681. En 1682, se convirtió en vicario de Wargrave, Berkshire y de 1689 a 1735 fue rector en Upminster, Essex. Mientras estaba en Upminster, en 1716 se convirtió en canónigo de Windsor y las minutas de la junta parroquial muestran que a partir de entonces dividió su tiempo entre esos dos lugares. Los registros parroquiales de Upminster registran su entierro en St. Laurence's en 1735. Sin embargo, el lugar exacto de su tumba es desconocido y, de acuerdo con sus deseos, no tien un memorial para él en la iglesia.

## Trabajo

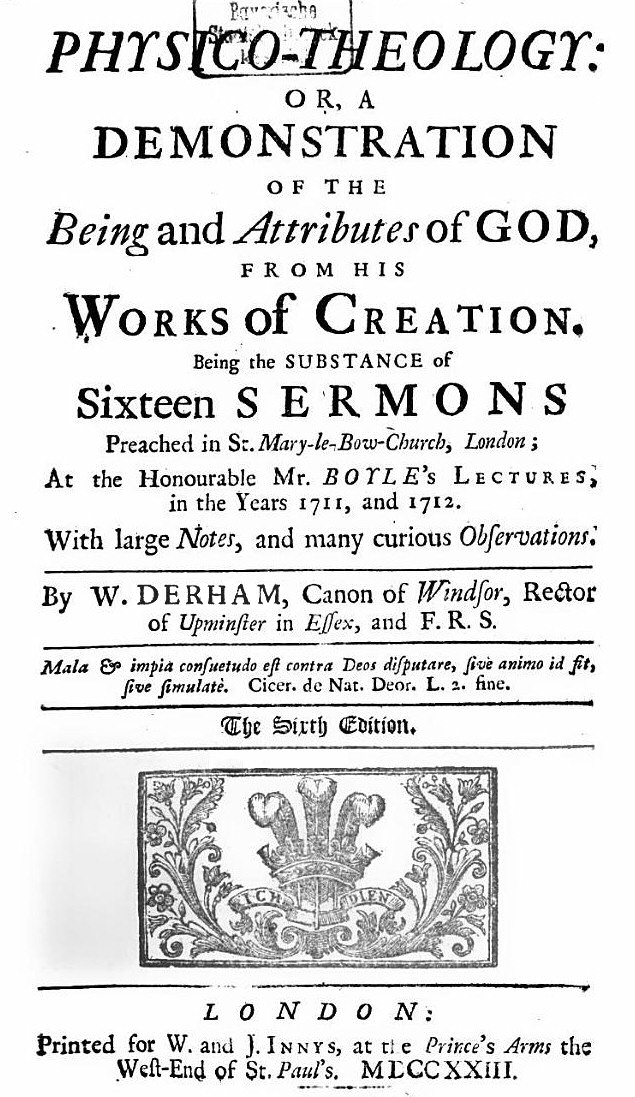
Página de título de la edición de 1723 de Physico-Theology de Derham

En 1696, publicó su Artificial Clockmaker [Relojero artificial], que pasó por varias ediciones. Los más conocidos de sus trabajos posteriores son Physico-Theology [Física-teología], publicado en 1713; Astro-Theology [Astro-teología], 1714; y Christo-Theology [Cristo-teología], 1730. Estos tres libros son argumentos teleológicos para el ser y los atributos de Dios, y fueron utilizados por William Paley casi un siglo después para su elaboración de la Analogía del relojero. Sin embargo, esos libros también incluyen cantidades de observaciones científicas originales. Por ejemplo, Physico-Theology  contiene su reconocimiento de la variación natural dentro de las especies y que él sabía que Didelphis virginiana (la zarigüeya norteamericana era el único marsupial en América del Norte. También incluye una de las primeras descripciones teóricas de un cronómetro marino, acompañada por una discusión sobre el uso de sellos de vacío para reducir imprecisiones en la operación de los relojes. Es la primera persona conocida que ha usado la palabra cronómetro (chronometer).
De manera similar,  Astro-Theology  incluye varias nebulosas entonces recientemente identificadas (ese era el nombre que se usaba en ese momento para todos los objetos astronómicos extensos: algunas de sus nebulosas son lo que ahora se conoce como cúmulos estelares). Su telescopio de 16 pies de largo (también usado para medir la velocidad del sonido) estaba en la parte superior de la torre de la iglesia de San Lorenzo, donde las necesarias puertas todavía están en su lugar.
El 3 de febrero de 1703, Derham fue elegido Fellow de la Royal Society. Fue conferenciante de las conferencias Boyle en 1711-1712. Su último trabajo conocido, titulado A Defence of the Church's Right in Leasehold Estates [Una defensa del derecho de la iglesia en propiedades en arrendamiento], apareció ya en 1731.
Pero además de los trabajos publicados en su propio nombre, Derham contribuyó con una variedad de documentos a las Transactions of the Royal Society. Revisó la Miscellanea Curiosa. Editó la correspondencia y escribió una biografía del naturalista John Ray (1627-1705), cuya tradición de "fisio -teología" (teología natural) continuó, lo que lo convirtió en un antiguo Parson-naturalist (parson, un antiguo tipo de clérigo).
Editó la Natural History [Historia Natural] del naturalista y acuarelista Eleazar Albin (1690 -1742) y publicó algunos de los manuscritos del científico Robert Hooke  (1635-1703) . Sus observaciones meteorológicas en Upminster (en las Transactions of the Royal Society) se encuentran entre las primeras series en Inglaterra.

### Velocidad del sonido
En 1709, Derham publicó una medida más precisa de la velocidad del sonido, de 1072 pies parisinos por segundo. Derham usó un telescopio de la torre de la iglesia de San Lorenzo para observar el disparo de una escopeta lejana, y luego midió el tiempo hasta que escuchó el disparo con un péndulo de medio segundo. Se hicieron mediciones de disparos desde varios puntos de referencia locales, incluida la iglesia de North Ockendon. La distancia se conocía por triangulación y, por lo tanto, se calculaba la velocidad a la que había viajado el sonido.

## Obras
- The Artificial Clockmaker (1696) [El relojero artificial]
  - --- (edición de 1734)
- Physico-theology, or a Demonstration of the Being and Attributes of God [Físico-teología o demostración del ser y atributos de Dios] (edición de 1723)
- Christo-Theology: Or, a Demonstration of the Divine Authority of the Christian Religion (edición de 1730) [Cristo-teología: o, una demostración de la autoridad divina de la religión cristiana]
- Astro-theology: or, A demonstration of the being and attributes of God, from a Survey of the Heavens [Astro-teología: o, una demostración del ser y los atributos de Dios, de un reconocimiento de los cielos] (edición de 1731)